# Alberto García Fernández
Alberto García (ur. 22 lutego 1971) – hiszpański lekkoatleta, długodystansowiec.

## Osiągnięcia
- brązowy medal Halowych Mistrzostw Europy w Lekkoatletyce (Bieg na 3000 m Walencja 1998)
- zwycięstwo w Superlidze Pucharu Europy (Bieg na 5000 m Petersburg 1998)
- brąz Halowych Mistrzostw Świata (Bieg na 3000 m Lizbona 2001)
- 4. miejsce w Mistrzostwach świata (Bieg na 5000 m Edmonton 2001)
- złoty medal podczas Halowych Mistrzostw Europy (Bieg na 3000 m Wiedeń 2002)
- złoto Mistrzostw Europy (Bieg na 5000 m Monachium 2002)
- 1. miejsce podczas Pucharu świata (Bieg na 5000 m Madryt 2002)
- srebrny medal na Halowych Mistrzostwach Świata (Bieg na 3000 m Birmingham 2003)

## Rekordy życiowe
- Bieg na 1500 m - 3:35,69 (2001)
- Bieg na 2000 m - 4:56,08 (1997)
- Bieg na 5000 m - 13:02,54 (2001)
- Bieg na 10 000 m - 27:46,12 (1999)
- Bieg na 1500 m (hala) - 3:38,16 (1998)
- Bieg na 3000 m (hala) - 7:32,98 (2003)
- Bieg na 5000 m (hala) - 13:11,39 (2003)

García z powodu wykrycia u niego niedozwolonych środków dopingowych był zdyskwalikowany na 2 lata (9.6.2003 - 8.6.2005). Po odbyciu kary wrócił na bieżnię, jednak nie osiąga już tak wartościowych rezultatów jak wcześniej.